# 平井三郎
平井 三郎（ひらい さぶろう、旧姓：生田、1923年9月4日 - 1969年7月23日）は、徳島県徳島市出身のプロ野球選手（内野手）・コーチ。

## 経歴
徳島商業では1939年から1940年にかけて、甲子園に春夏通じて3度出場。先輩に林義一、同級生に蔦文也がいる。当時の徳商は後に「徳島県高校野球育ての親」と言われる稲原幸雄監督が率いて、猛練習で有名で、練習見学で恐れをなした蔦は野球部を避けてテニス部に入るほどであったという。卒業後は明治大学を経て、恩師の稲原が監督を務める地元のノンプロチーム「全徳島」でプレー。1946年・1947年と2年連続で都市対抗に出場し、当時はプロ化の動きもあったほど人気のあったチームで、メンバーにはエースで4番の林や蔦らがいた。
1948年に阪急ブレーブスへ入団。阪急ではすぐに遊撃手のレギュラーとなり、打率.279（打撃成績14位）はチームトップであった。1950年にセ・パ両リーグが分立すると、宇高勲の引き抜きにより宮崎剛・日比野武・永利勇吉と共に新設球団の西日本パイレーツへ移籍。西日本でも1番打者・遊撃手として打率.309（リーグ11位）を挙げる。この年は1シーズンで2度20試合以上連続安打を記録している。
同年オフに西日本は西鉄クリッパースと合併することとなり、西日本の主力選手であった日比野・南村不可止と共に西鉄と読売ジャイアンツとの選手争奪戦に巻き込まれる。2リーグ分裂時に戦前からの正遊撃手であった白石敏男を広島カープに譲渡し、後釜として三塁手の山川喜作をコンバートしたものの穴は埋められず、遊撃手が弱点となっていた巨人はどうしても平井の獲得が必要な状況であった。西鉄の西亦次郎球団代表は宇高と共に3選手を東京の宿泊施設に缶詰にしたのち、一緒に福岡へ連れ戻そうとするが、混雑する東京駅で平井は一行とはぐれ巨人側に連れ去られてしまったという。あるいは、12月下旬に大阪球場で行われる東西対抗試合に平井が出場することを知った巨人監督の水原茂が、百円札で50万円分を抱えて大阪へ向かい、水原自ら平井の幼子のおむつ替えまでやるとの苦心の末、平井と夫人の承諾を得て契約を果たす。その後、平井が九州へ戻ろうとする際、西鉄の監視の目を潜って神戸の三ノ宮駅で東京行の列車に潜り込み、水原と名古屋駅で合流。東京では水原がしばらく平井を匿ったともされる。こうした人さらいのようなゴタゴタを経て、平井・南村は巨人へ、日比野は西鉄へ移籍することになった。
巨人では1951年から1953年まで正遊撃手を務め、千葉茂との二遊間コンビを結成して守備の要となり、3年連続日本一に大きく貢献する。平井自身も3年連続でベストナインのタイトルを獲得すると共に、オールスターゲームにも出場した。また、平井正明から平井三郎に改名した1953年には、1番打者に座って打率.291でリーグ10位に入り、リーグトップの97得点を記録している。なお、1953年3月にアメリカのサンタマリアで行ったニューヨーク・ジャイアンツとのオープン戦ではサヨナラ本塁打を打ち、日本プロ野球の単独チームによるメジャーリーグに対する初白星をもたらせている。ジャイアンツはオフに日米野球で来日し、巨人は10月31日にも2-1で勝利。この時も平井は2回に適時打、8回には好投していたホイト・ウィルヘルムをとらえて決勝本塁打を放った。この決勝ホームランに加えて、同年に中南米で行われた春季キャンプでのオープン戦でも決勝ホームランを放っていたことから「大リーガー殺し」の異名がついた。
1954年にルーキーの広岡達朗にレギュラーを奪われて出場機会が減り、1956年以降は遊撃手のポジションを広岡に譲って二塁手に回るが、1957年に持病の心臓弁膜症が悪化して現役を引退。
引退後は、1959年に新任の千葉茂監督に誘われ、近鉄バファロー一軍内野コーチに就任するが、二軍チーフコーチとなった1961年限りで千葉と共に近鉄を退団した。1962年には阪神タイガースにスカウトとして移籍。辻恭彦などを入団させ、1963年から1964年には内野守備・走塁コーチを務め、1965年には再びスカウトに戻る。阪神退団後は名古屋市で現役時代の背番号に因んで喫茶店「エイト」を経営。1969年7月23日、風邪をこじらせた事による合併症により死去。45歳没。

## 選手としての特徴
当時、遊撃手は守備が重要で、打撃は打率.250打てれば及第とされていたが、平井は並みの体格ながら鋭いスイングで通算打率.277を記録し、打てる遊撃手の第一号ともされた。
巨人時代に二遊間を組んだ千葉茂は、守備範囲が特別広いとか、肩が並外れて強いわけではないが、自分とのコンビネーション・呼吸は巨人の歴代で一番だったと評している。平井の二塁手への送球が非常に安定していたため、千葉は一塁手へ見ずに投げるプレーができたという。また、別所毅彦と組んでの二塁走者の牽制プレーは絶妙で、ノーサインで牽制してしばしば二塁走者を刺した。特に、1952年にはシーズンで8回も牽制死を奪っている。
1976年当時、水原茂は巨人軍の歴代ベストナインの遊撃手に平井を推している。

## 逸話
- 当時のプロ野球の遠征では、よく寝台車のない夜行列車を利用していたことから、車両の通路で寝ざるを得ず衣服が汚れ苦労していた。あるとき平井はござを準備して列車に乗り、夜になるとござを広げてその上で寝始めた。それを見た巨人の選手は、次の遠征からみなバットケースにござを巻いて遠征に行くようになったという[15]。平井はござの上にユニフォームを広げて蒲団代わりに使うこともやっていた[16]。
- また、遠征に行くと選手たちはよく麻雀を楽しんでいたが、平井は麻雀が全くできないのに、みなが麻雀をする様子を最後までずっと見ていた。また、食事の際は、チームメイトが揃って食事をしているのを尻目に、平井は自分のお膳を持って台所へ行ってしまい、旅館の人と話をしながら食べていたという[14]。
- 日米野球で本塁打を放った日の晩は銀座へは呑みに行かず、新宿西口の「ほしの」[17]でとんかつを食べていた[18]。
- 母校・明治大では帝京商業と合同練習を行うことがあったが、このとき指導を受けた選手の1人に中日のエースとして活躍した杉下茂がいる。杉下はのち明治大に進学したことで大学の後輩となり、そのときの恩から西日本パイレーツで投げづらかった選手の1人として名前を挙げられている[19]。
- 1952年に新人王を獲得した中西太が地元に帰省した際に偶然平井と遭遇し、高校時代に面識があったことから打撃指導を受けた。後年、中西はこのときの指導について、「私服でスライディングを実演してくれたり、泥まみれになって教えてくれた。普通そんなことせんよ。それも情熱よね」と振り返っている[20]。

## 詳細情報

### 年度別打撃成績
| 年 度      | 球 団      | 試 合 | 打 席 | 打 数 | 得 点 | 安 打 | 二 塁 打 | 三 塁 打 | 本 塁 打 | 塁 打 | 打 点 | 盗 塁 | 盗 塁 死 | 犠 打 | 犠 飛 | 四 球 | 敬 遠 | 死 球 | 三 振 | 併 殺 打 | 打 率 | 出 塁 率 | 長 打 率 | O P S |
| ---------- | ---------- | ----- | ----- | ----- | ----- | ----- | -------- | -------- | -------- | ----- | ----- | ----- | -------- | ----- | ----- | ----- | ----- | ----- | ----- | -------- | ----- | -------- | -------- | ----- |
| 1948       | 阪急       | 123   | 487   | 458   | 51    | 128   | 24       | 9        | 2        | 176   | 43    | 26    | 7        | 0     | --    | 26    | --    | 1     | 16    | --       | .279  | .320     | .384     | .704  |
| 1949       | 阪急       | 120   | 528   | 476   | 69    | 132   | 18       | 11       | 6        | 190   | 43    | 18    | 19       | 3     | --    | 46    | --    | 3     | 26    | --       | .277  | .345     | .399     | .744  |
| 1950       | 西日本     | 103   | 476   | 437   | 76    | 135   | 15       | 3        | 13       | 195   | 56    | 28    | 9        | 2     | --    | 37    | --    | 0     | 27    | 8        | .309  | .363     | .446     | .809  |
| 1951       | 巨人       | 112   | 511   | 471   | 80    | 132   | 20       | 7        | 7        | 187   | 63    | 27    | 10       | 8     | --    | 31    | --    | 1     | 28    | 10       | .280  | .326     | .397     | .723  |
| 1952       | 巨人       | 120   | 489   | 427   | 63    | 118   | 19       | 6        | 4        | 161   | 52    | 21    | 7        | 15    | --    | 44    | --    | 3     | 26    | 4        | .276  | .348     | .377     | .725  |
| 1953       | 巨人       | 120   | 533   | 471   | 97    | 137   | 23       | 4        | 11       | 201   | 65    | 21    | 12       | 5     | --    | 55    | --    | 2     | 27    | 9        | .291  | .367     | .427     | .794  |
| 1954       | 巨人       | 79    | 226   | 206   | 21    | 52    | 9        | 4        | 0        | 69    | 21    | 8     | 1        | 3     | 1     | 15    | --    | 1     | 20    | 4        | .252  | .306     | .335     | .641  |
| 1955       | 巨人       | 111   | 410   | 353   | 47    | 99    | 17       | 0        | 5        | 131   | 32    | 14    | 10       | 24    | 3     | 27    | 0     | 2     | 35    | 3        | .280  | .335     | .371     | .706  |
| 1956       | 巨人       | 93    | 278   | 232   | 30    | 51    | 8        | 2        | 3        | 72    | 29    | 5     | 5        | 18    | 1     | 26    | 0     | 1     | 20    | 6        | .220  | .301     | .310     | .612  |
| 1957       | 巨人       | 28    | 41    | 35    | 5     | 4     | 0        | 1        | 0        | 6     | 4     | 0     | 0        | 3     | 0     | 3     | 0     | 0     | 7     | 1        | .114  | .184     | .171     | .356  |
| 通算：10年 | 通算：10年 | 1009  | 3979  | 3566  | 539   | 988   | 153      | 47       | 51       | 1388  | 408   | 168   | 80       | 81    | 5     | 310   | 0     | 14    | 232   | 45       | .277  | .337     | .389     | .727  |

- 各年度の太字はリーグ最高

### 表彰
- ベストナイン：3回 （遊撃手部門：1951年 - 1953年）
- オールスターゲームMVP：1回 （1953年 第2戦）

### 記録
節目の記録
- 1000試合出場：1957年8月13日 ※史上41人目

その他の記録
- オールスターゲーム出場：3回 （1951年 - 1953年）

### 背番号
- 8 （1948年 - 1957年）
- 11 （1959年）
- 1 （1960年 - 1961年）
- 67 （1963年 - 1964年）

### 登録名
- 平井 正明 （ひらい まさあき、1948年 - 1952年）
- 平井 三郎 （ひらい さぶろう、1953年 - 1964年）